# Crypt Records
Crypt Records — гамбургский лейбл звукозаписи, основанный в 1983 году Тимом Уорреном. Наиболее известен изданием серии гаражных компиляций Back from the Grave. Помимо выпуска записей современных музыкантов, лейбл занимается переизданием записей сёрф-рока, рокабилли, панк рока, гаражного панка, оригинального ритм-н-блюза и соула.

## Исполнители
- Los Ass-Draggers
- Bantam Rooster
- The Beguiled
- Cheater Slicks
- Country Teasers
- The Devil Dogs
- The Dirtys
- Fireworks
- The Gories
- The Grave Diggers
- Guitar Wolf
- Thee Headcoats
- The Jon Spencer Blues Explosion
- The Lazy Cowgirls
- The Little Killers
- Lyres
- Thee Mighty Caesars
- New Bomb Turks
- Nine Pound Hammer
- Oblivians
- The Raunch Hands
- The Revelators
- Teengenerate
- Wylde Mammoths

## Дополнительные ссылки
- Crypt Records official website
- Интервью с основателем лейбла Тимом Уорреном в SAVAGE magazine